# Здание Сибревкома (Новосибирск)
Здание Сибревкома — здание в Центральном районе Новосибирска, находящееся на площади Свердлова по адресу Красный проспект, 5. Здание построено в 1925—1926 годах по проекту архитектора А. Д. Крячкова. Является памятником архитектуры республиканского значения. В настоящее время в здании располагается Новосибирский государственный художественный музей. До открытия музея здесь работали областной и городской комитеты КПСС. Кроме Новосибирского художественного музея, в здании находятся Музей восковых фигур, Новосибирский музей игрушки и Театр художественной куклы.
Напротив здания находится Стоквартирный дом, также построенный Крячковым.

## История постройки
7 февраля 1925 года Крячкову Сибревкомом было дано поручение составить проект, смету и организовать работы.
В мае 1925 года проект был завершён, после чего началось строительство, которое было завершено в декабре того же года.
В 1948 г. была сделана пристройка по улице Свердлова. Авторы проекта пристройки — В. И. Нуждин и С. П. Скобликов.

## Архитектурные особенности
В плане, объёме и фасаде присутствуют элементы неоклассицизма, в деталях можно видеть приемы модерна. Модернистские детали преобладают на торцевых фасадах, в то время как главный фасад скорее можно отнести к неоклассицизму.
В плане здание является прямоугольным, фасады симметричны. В центральной части здание завершено куполом, возвышающимся над ризалитом, завершённым массивным ступенчатым аттиком. Купол придаёт завершённость замыслу сооружения. Помещения под куполом отсутствуют.

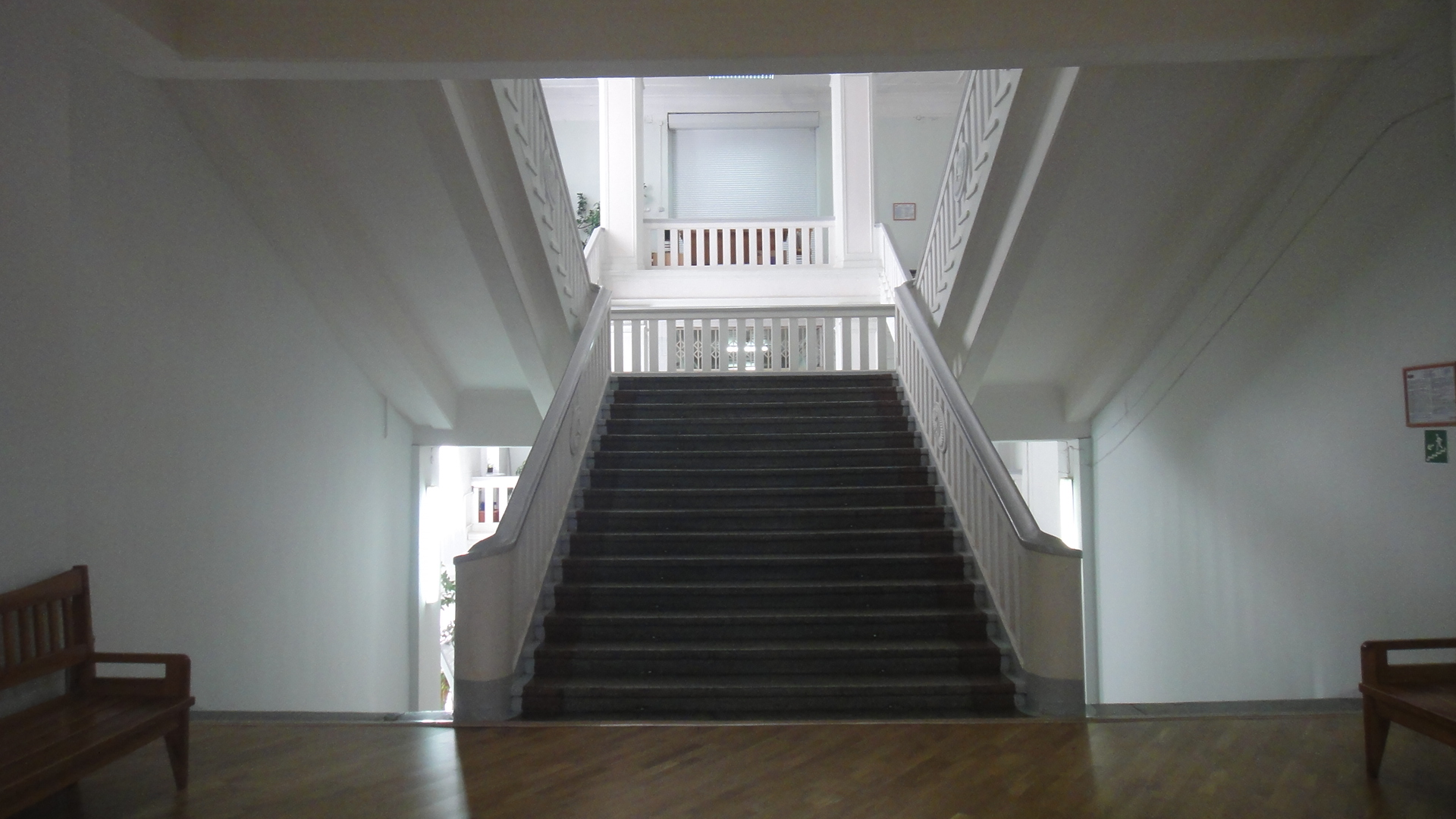

Торцовые плоскости здания выделены ступенчатыми парапетами с полукруглыми окнами в центре. Стены первого этажа всего здания рустованные, стены крыльев второго и третьего этажей оформлены плоскими прямоугольными пилястрами в два этажа.
Ризалит фланкирован выступами, обрамлёнными широкими плоскими пилястрами со стилизованными капителями.
Фасад украшен двумя композиционно связанными скульптурами — фигурами рабочего и крестьянина, установленными на крыше. Автором скульптур является С. Р. Надольский.
Изначально над карнизом по крыльям здания существовали парапеты, аттике под гербом была сделана надпись «Сибирский краевой исполнительный комитет советов» и надпись над входом «1926». На столбцах перед входом были установлены светильники. В настоящее время эти элементы утрачены.
Перед входом сооружены столбы для освещения скруглённых пандусов, которые встроены в стену. Перед зданием находится полукруглая разгрузочная площадь, ограждённая металлической решёткой с гранитными столбами и литыми картушами на звеньях.
Монолитные гранитными колонны у главного входа поддерживают небольшой балкон. Лестница перед входом фланкирована столбами в форме обелисков, которые изначально служили для освещения входного узла.
Интерьер здания выполнен по коридорной схеме с комнатами, расположенными по обеим сторонам. Во входном вестибюле сохранились полы из метлахской плитки 1927 года. Зрительный зал украшают пилястры и колонны с лепными капителями, кессонированные потолками и люстры.